# B-Sides & Rarities
B-sides & Rarities är en samling av b-sidor och andra ovanliga låtar gjorda av Nick Cave & The Bad Seeds. Samlingen släpptes på 3 cd-skivor år 2005.

## Låtlista
CD 1
1. Deanna (akustisk version; ursprungligen utgiven som bonuslåt till albumet The Good Son)
2. The Mercy Seat (akustisk version; ursprungligen utgiven som bonuslåt till albumet The Good Son)
3. City Of Refuge (akustisk version; ursprungligen utgiven som bonuslåt till albumet The Good Son)
4. The Moon Is In The Gutter (b-sida till In The Ghetto från albumet From Her To Eternity)
5. The Six Strings That Drew Blood (b-sida till Tupelo från albumet The Firstborn Is Dead)
6. Rye Whiskey (Gavs ut med veckotidningen Reflex år 1989)
7. Running Scared (b-sida till The Singer från albumet Kicking Against the Pricks)
8. Black Betty (b-sida till The Singer från albumet Kicking Against the Pricks)
9. Scum (såldes & delades ut på konserter under turnén för albumet Your Funeral, My Trial)
10. The Girl At The Bottom Of My Glass (b-sida till Deanna från albumet Tender Prey)
11. The Train Song (b-sida till The Ship Song från albumet The Good Son)
12. Cocks 'n' Asses (b-sida till The Weeping Song från albumet The Good Son)
13. Blue Bird (b-sida till Straight To You & Jack The Ripper från albumet Henry's Dream)
14. Helpless (b-sida till The Weeping Song från albumet The Good Son; finns även med på albumet The Bridge: A Tribute to Neil Young, ett välgörenhetsalbum tillägnat Neil Young)
15. God's Hotel (Släpptes 1992 på Rare on Air Vol. 1, Mammoth Records)
16. (I'll Love You) Till The End Of The World (från soundtracket till Wim Wenders film Until The End Of The World (1991); b-sida till Loverman från albumet Let Love In)
17. Cassiel's Song (från soundtracket till Wim Wenders film Fjärran så nära (1993); b-sida till Do You Love Me? från albumet Let Love In)
18. Tower Of Song (gavs ut på albumet I'm Your Fan i Leonard Cohens ära.)
19. What Can I Give You? (delades ut gratis med Henry's Dream i Frankrike)

CD 2
1. What A Wonderful World (från singeln What A Wonderful World som gruppen gav ut 1992 i samarbete med Shane MacGowan)
2. Rainy Night In Soho (från singeln What A Wonderful World som gruppen gav ut 1992 i samarbete med Shane MacGowan)
3. Lucy (Version #2) (från singeln What A Wonderful World som gruppen gav ut 1992 i samarbete med Shane MacGowan)
4. Jack The Ripper (akustisk version, b-sida på ovanlig pressning av singeln med Straight To You & Jack The Ripper från albumet Henry's Dream)
5. Sail Away (b-sida till Do You Love Me? från albumet Let Love In)
6. There's No Night Out In The Jail (aldrig tidigare utgiven; spelades in 1993 för en australisk countrysamling som aldrig blev av)
7. That's What Jazz Is To Me (b-sida till Red Right Hand från albumet Let Love In)
8. The Willow Garden (b-sida till Where The Wild Roses Grow från albumet Murder Ballads)
9. The Ballad Of Robert Moore And Betty Coltrane (b-sida till Where The Wild Roses Grow från albumet Murder Ballads)
10. King Kong Kitchee Kitchee Ki-Mi-O (b-sida till Henry Lee från albumet Murder Ballads)
11. Knoxville Girl (b-sida till Henry Lee från albumet Murder Ballads)
12. Where The Wild Roses Grow (aldrig tidigare utgiven; Blixa Bargeld sjunger Kylie Minogues stämma; inspelat 1995)
13. O'Malley's Bar (Parts 1, 2, 3 & Reprise) (från Mark Radcliffe Radio 1 session, en radioinspelning från 1996)
14. Time Jesum Transeuntum Et Non Riverentum (Nick Cave & The Dirty Three; dolt spår på soundtrack (1996) till tv-serien Arkiv X)
15. Red Right Hand (aldrig tidigare utgiven, inspelat (1999) för filmen Scream 3)

CD 3
1. Little Empty Boat (b-sida till Into My Arms från albumet The Boatman's Call)
2. Right Now I'm A-Roaming (b-sida till Into My Arms från albumet The Boatman's Call)
3. Come Into My Sleep (b-sida till (Are You) The One That I've Been Waiting For? från albumet The Boatman's Call)
4. Black Hair (Band Version) (b-sida till (Are You) The One That I've Been Waiting For? från albumet The Boatman's Call)
5. Babe, I Got You Bad (b-sida till (Are You) The One That I've Been Waiting For? från albumet The Boatman's Call)
6. Sheep May Safely Graze (aldrig tidigare utgiven; inspelad 1996)
7. Opium Tea (aldrig tidigare utgiven; inspelad 1996)
8. Grief Came Riding (begränsad utgåva av albumet No More Shall We Part)
9. Bless His Ever Loving Heart (begränsad utgåva av albumet No More Shall We Part)
10. Good Good Day (b-sida till As I Sat Sadly By Her Side från albumet No More Shall We Part)
11. Little Janey's Gone (b-sida till As I Sat Sadly By Her Side från albumet No More Shall We Part)
12. I Feel So Good (spelas i filmen The Soul Of A Man (2003) av Wim Wenders)
13. Shoot Me Down (b-sida till Bring It On från albumet Nocturama)
14. Swing Low (b-sida till Bring It On från albumet Nocturama)
15. Little Ghost Song (b-sida till singeln med He Wants You & Babe, I'm On Fire från albumet Nocturama)
16. Everything Must Converge (b-sida till singeln med He Wants You & Babe, I'm On Fire från albumet Nocturama)
17. Nocturama (b-sida till ovanlig pressning av singeln Rock Of Gibraltar från albumet Nocturama)
18. She's Leaving You (b-sida till Nature Boy från albumet Abattoir Blues/The Lyre of Orpheus)
19. Under This Moon (b-sida till singeln med Breathless' & There She Goes, My Beautiful World från albumet Abattoir Blues/The Lyre of Orpheus

## Kuriosa
Rye Whiskey (CD 1) är baserad på en gammal låt med samma namn. Mick Harvey hjälpte Nick Cave att forma om låten musikaliskt.
Running Scared (CD 1)är skriven av Roy Orbison & Joe Melson.
Black Betty (CD 1) är skriven av Leadbelly
Scum (CD 1) handlar om två journalister. Mick Harvey hjälpte Nick att forma om låten musikaliskt.
The Train Song (CD 1) är baserad på en gammal låt vid namn The How Long, How Long Blues.
Cocks 'n' Asses (CD 1) är skriven av Nick i samarbete med Victor Van Vugt
Helpless (CD 1) är en låt av Neil Young.
Tower of Song (CD 1) är en låt av Leonard Cohen. Nick ändrar på texten så till vida att när Cohen sjunger "I said to Hank Williams: 'How lonely does it get?' Hank Williams hasn't answered yet..." använder Nick Cohens namn istället. Det lär finnas en ungefär 80 minuter lång inspelning av denna låt; versionen på detta album är klippt ner till 5:39 - det finns även en version från bootleg-albumet More Pricks Than Kicks, där låten framförs improvisatoriskt under en 33 minuter lång studiotagning. Namnet på albumet, More Pricks Than Kicks är antagligen en referens till Shane MacGowan, som gjort en låt med samma namn, Shane själv tog titeln från en novellsamling av Samuel Beckett.
What A Wonderful World (CD 2) har spelats in av många artister; mest känd är versionen gjord av Louis Armstrong. George Weiss och George Douglas skrev låten.
Rainy Night In Soho (CD 2) är skriven av Shane MacGowan.
There's No Night Out In The Jail (CD 2) är skriven av John Harold Ashe.
Mick Harvey, Conway Savage och Thomas Wydler hjälpte Nick att skriva musiken till That's What Jazz Is To Me (CD 2).
The Willow Garden (CD 2) är baserad på en gammal låt med samma namn. Conway Savage sjunger denna låt. Warren Ellis hjälpte Nick att forma om låten musikaliskt.
Kvinnan i The Ballad Of Robert Moore And Betty Coltrane stavar ibland sitt efternamn Coltraine. Det skiljer till exempel mellan detta album och boken The Complete Lyrics 1978-2001.
King Kong Kitchee Kitchee Ki-Mi-O (CD 2) är delvis baserad på en gammal låt vid namn Froggie Went A-Courtin, som bland andra Bob Dylan spelat in. 
Knoxville Girl är baserad på en gammal låt. James Johnston hjälpte Nick av forma om låten musikaliskt.
Time Jesum Transeuntum Et Non Riverentum (CD 2) kallas ibland Zero Is Also A Number, eftersom den var dold som spår 0 på soundtracket till Arkiv X. Titeln är på latin och motsvarar raderna i låten: "Dread the passage of Jesus for He will not return". Warren Ellis, Jim White och Mick Turner hjälpte Nick att forma om låten musikaliskt.
Red Right Hand (CD 2) formades musikaliskt av Nick i samarbete med Mick Harvey och Thomas Wydler.
Little Empty Boat (CD 3) handlar om manlig impotens. Blixa Bargeld, Mick Harvey och Martyn P. Casey var med och skrev musiken.
Casey, Harvey, Wydler och Savage hjälpte även till att skriva musiken till Right Now I'm A-Roaming (CD 3).
Sheep May Safely Graze (CD 3) är en vaggvisa skriven till Nicks son, Luke.
Savage hjälpte Nick att skriva musiken till Opium Tea (CD 3).
Låtarna Grief Came Riding och Good Good Day (CD 3) kallas ibland A Grief Came Riding respektive A Good Good Day
Janey i Little Janey's Gone (CD 3) stavar ibland sitt namn Janie.
I Feel So Good (CD 3) skrevs av JB Lenoir.
Little Ghost Song (CD 3) kom till i studion då två låtar från Nocturama blandades ihop. Musiken till Still In Love råkade spelas samtidigt med sången till Right Out Of Your Hand. Enligt Nicks utsago blev bandet "dumbstruck by the beauty of it".
Musiken till She's Leaving You (CD 3) skrevs av Nick i samarbete med Warren Ellis, Martyn Casey och Jim Sclavunos.
Då ej annat anges har Nick Cave skrivit text och musik till låtarna.
Utöver de ovan nämnda Bad Seeds bör nämnas Kid Congo Powers, Roland Wolf, Barry Adamson, Tracy Pew, Hugo Race, Tony Cohen, Bill McGee, Bronwyn Adams, Terry Edwards, Astrid Munday samt Kate McGarrigle och Anna McGarrigle som alla deltagit i skapandet av musiken på albumet.